# クリニカルPET賞
クリニカルPET賞（くりにかるぺっとしょう）は、ポジトロン断層法を用いた臨床医学研究において多大な貢献のあった者に贈られる医学賞であり、1994年先端医療技術研究所によって創設された。

## 受賞者
- 第 1回：鳥塚莞爾、井戸達雄
- 第 2回：上村和夫、田中栄一
- 第 3回：菅野巖、米倉義晴
- 第 4回：舘野之男、横山陽
- 第 5回：原敏彦、西村恒彦
- 第 6回：遠藤啓吾、簑島聡
- 第 7回：正津晃、井出満、超智宏暢
- 第 8回：渡辺恭良、今堀良夫
- 第 9回：千田道雄、福田寛
- 第10回：村山秀雄、伊藤正敏
- 第11回：窪田和雄、鳥塚莞爾
- 第12回：玉木長良、岩田練
- 第13回：工藤幸司、佐治英郎
- 第14回：伊藤健吾、藤林靖久
- 第15回：井上登美夫、塚田秀夫
- 第16回：藤元登四郎、須原哲也
- 第17回：畑澤順、故ヘンリー・N・ワグナー